# Schelm
Schelm ist heutzutage eine Bezeichnung für einen Witzbold oder Spaßvogel, der auf scherzhafte Art das unmöglich Scheinende zu vollbringen vorgibt und daraus seinen Vorteil zieht.

## Begriffsgeschichte

### Ursprüngliche Bedeutung

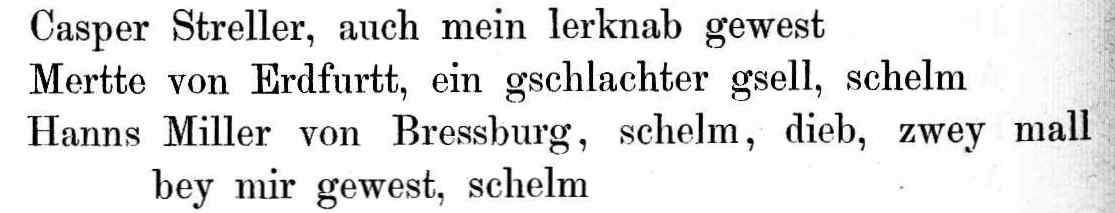
Mertte aus Erfurt und Hans Miller aus Pressburg, zwei Schelme. Notizen eines Esslinger Kürschnermeisters (16. Jh.)

Althochdeutsch scelmo, scalmo bedeutete Pest, Seuche, auch Aas und davon ausgehend, als Schimpfwort, Schuft oder Betrüger.
Das Wort Schelm war im Hochmittelalter des 12. und 13. Jahrhunderts ein ritterlicher Beiname und bedeutete Todbringer. Dieser Beiname deutete wohl auf die Kampfeigenschaften des Ritters hin. Im Spätmittelalter wurde die ursprüngliche Bedeutung des Wortes Schelm mit der Tätigkeit des Scharfrichters verbunden und dadurch auch zur Bezeichnung dieser Berufsgruppe. Schelme gehörten zu einer sozialen Randgruppe: Sie waren Angehörige eines zwar unentbehrlichen, aber verachteten Berufsstandes. Als solche lebten Schelme in einem zweideutigen Verhältnis mit einer auf sie angewiesenen, aber sie gleichzeitig ächtenden „besseren Gesellschaft“. Die Bezeichnung Schelm gegenüber anderen wurde deshalb als schwere Beleidigung angesehen und war noch im 17. Jahrhundert als Verbalinjurie strafbar. In der deutschen Übersetzung der Devise des britischen Hosenbandordens – „Ein Schelm, wer Böses dabei denkt“, im anglonormannischen Original Honi soit qui mal y pense – ist das Wort Schelm im Sinne von „Schuft“ oder „schändlich“ und nicht in der heutigen Bedeutung als Spaßvogel zu verstehen.
Obwohl ursprünglich Scharfrichter, wurde der Sage nach der „Schelm von Bergen“ bei Frankfurt in den Adelsstand erhoben und trug diesen Namen mit Stolz. Heinrich Heine und Karl Simrock haben diese Sage unterschiedlich in Gedichten festgehalten. Die Sage ist jedoch eine Erfindung der Romantik und gibt nicht die tatsächliche Geschichte des Rittergeschlechts der Schelme von Bergen wieder.

## Der Schelmenroman
Ab etwa 1550 kam das Genre Schelmenroman auf. Der Begriff „Schelmenroman“ verbreitete sich aber erst im 18. Jahrhundert, als das Wort Schelm seine negative Konnotation verloren hatte.
Der Roman schildert – meist episodenhaft – aus der Perspektive seines Helden, wie sich dieser in einer Reihe von Abenteuern durchs Leben schlägt. Der Schelm stammt aus einer Unterschicht; er ist deshalb ungebildet, aber „bauernschlau“. Er durchläuft gesellschaftliche Schichten und wird zu deren Spiegel. Der Held hat keinen Einfluss auf die Geschehnisse um ihn herum, schafft es aber immer wieder, sich aus brenzligen Situationen zu retten. Werke ab 1800 sind teilweise heute noch bekannt und haben dazu beigetragen, den Begriff „Schelm“ und den Begriffsinhalt bis heute zu erhalten.

### Bedeutungswandel seit dem 19. Jahrhundert
Abweichend vom ursprünglichen Bedeutungsinhalt wird das Wort Schelm heute nur noch im Sinn von Schalk oder Schäker verwendet. Dieser Wandel vollzog sich jedoch erst im 19. Jahrhundert. Ein Anklang an die frühere Bedeutung findet sich noch im adjektivischen Gebrauch des Wortes. Wenn eine Person schelmisch lächelt, so ist das ein vielsagend kokettes Lächeln, hinter dem sich etwas Verschwörerisches oder Verführerisches verbergen kann.
Der deutsche Komiker und Schauspieler Heinz Erhardt (1909–1979) verwendete den Ausdruck häufig in einer für ihn typischen Redewendung bei seinen Bühnenauftritten, nachdem er etwas falsch oder sinnverdrehend ausgesprochen hatte: „Was bin ich heute wieder für ein Schelm!“

## Belege
1. ↑  Etymologisches Wörterbuch des Deutschen. Erarbeitet unter der Leitung von Wolfgang Pfeifer. Deutscher Taschenbuch Verlag, 1997 (und weitere Auflagen), s. v. Schelm (online).
2. ↑  Schelm. Abgerufen am 9. Januar 2012.
3. ↑  Ein loser Schelm. Archiviert vom Original am 2. Januar 2010; abgerufen am 9. Januar 2012.
4. ↑  Bastian Sick: Wie gut ist Ihr Deutsch? Der große Test. Kiepenheuer & Witsch, 2011, S. 177.